# Pansur Batu
Pansur Batu is een bestuurslaag in het regentschap Tapanuli Utara van de provincie Noord-Sumatra, Indonesië. Pansur Batu telt 1249 inwoners (volkstelling 2010).